# Iota (langage)
Pour les articles homonymes, voir Iota (homonymie).
Le langage Iota est un langage de programmation Turing-complet conçu par Chris Barker. Il possède seulement deux symboles.